# Visscherspolder
De Visscherspolder is een polder ten noorden van Axel, behorende tot de Polders tussen Axel, Terneuzen en Hoek, in de Nederlandse provincie Zeeland.
De polder werd in 1606 heringepolderd en bezit deels nog de loop der dijken van vóór de inundaties. De polder heeft een oppervlakte van 60 ha.